# Andrew Fire
Andrew Z. Fire est un scientifique américain, né en 1959 à Palo Alto en Californie. Il est professeur de pathologie et de génétique à l'école de médecine de l'université Stanford. En 2006, lui et Craig C. Mello reçoivent le prix Nobel de physiologie ou médecine pour ses travaux sur l'interférence par ARN.

## Biographie
Andrew Fire est né à Palo Alto en Californie et a grandi dans le même État, à Sunnyvale. Après avoir fréquenté le Fremont High School, il est entré à l'université de Californie à Berkeley où il a obtenu un Bachelor en mathématiques en 1978, à l'âge de 19 ans. Il a ensuite rejoint le Massachusetts Institute of Technology et décroché son Ph.D. en biologie en 1983.
Il a été ensuite chercheur post-doctoral dans le laboratoire de biologie moléculaire de Sydney Brenner (lauréat du prix Nobel de physiologie ou médecine 2002) à Cambridge au Royaume-Uni.
De 1986 à 2003, il a travaillé à Baltimore, dans le département d'embryologie du Carnegie Institution. C'est durant cette période qu'ont été publiés ses travaux de biologie moléculaire sur l'utilisation d'ARN double brin pour bloquer l'expression des gènes.
À partir de 1989, il occupe également un poste de professeur associé dans le département de biologie de l'université Johns-Hopkins et rejoint Stanford en 2003. Tout au long de sa carrière, ses recherches ont été financées par le National Institutes of Health.
Andrew Fire est également membre de la National Academy of Sciences et de l'Académie américaine des arts et des sciences et participe au Board of Scientific Counselors et au National Center for Biotechnology.